# Битва при Кермене (1868)
Битва при Кермене — сражение между силами, поддержавшими претендента на бухарский престол сына эмира Музаффара Абдумалика, включая казахский отряд Сыздык-султана и Назар-батыра, и правительственным бухарским отрядом, произошедшее летом 1868 года.

## Предыстория
В 1868 году бухарский эмир был в конфликте с Российской империей. Эмир, узнав о взятии Нурата Сыздык-султаном, выслал против него своих сарбазов.
По поручению бухарского эмира Сеид-Мозаффар-Эддин-хана Сыздык султан со своим отрядом производил набеги в районе Казалинска. Тем временем российские войска под руководством Д. И. Романовского нанесли поражение бухарскому эмиру в бою под Ирджаром на берегу Сырдарьи, после русские войска с ходу захватили Джизак и Самарканд. В бою на Зерабулакских высотах эмир был разгромлен окончательно. Вернувшийся накануне из дальнего рейда отряд Сыздыка «ночевал близ места сражения, а на другой день двинулся и вошёл в Бухару», которая уже успела заключить унизительный для себя мирный договор от 23 июня 1868 года с Россией.
Эмир Бухары по требованию России должен был прекратить вылазки диверсионных отрядов, действовавших в тылу российских владений в Центральной Азии, а в качестве доказательства своей лояльности воли эмира Сыздык султан вынужден был оставить свою семью в Бухаре в качестве заложников.
Тем временем султан Сыздык не намеревался останавливаться и продолжает сражаться сначала на стороне Хивинского ханства, затем, после падения Ургенча, воюет рядом с туркменским сардаром Мухаммедниязом.

## Ход сражения
Сеид Абдумалик-хан Катта-Тура (1848—1909) — сын эмира Музаффара поднял восстание против власти отца. Его действия были поддержаны Султан Сыздыком и Назар-батыром, которые двинулись к Кермене. Бухарское войско эмира вышло навстречу, и обе стороны, встретившись, начали перестрелку из пушек и ружей. Сыздык-султан и Назар бросились вперед со всем своим войском и атаковали армию эмира. Бухарская конница, не выдержав нападения, бежала, сарбазы же со всей артиллерией остались, послали послов и сдались без боя. Конный отряд, видя это, вернулся и также присоединился к султану Сыздыку.

## Последствия
Узнав о столь успешном походе Сыздыка Султана, эмир выслал против него ещё одну армию численностью в 10 тысяч человек. Сыздык-султан и Назар выступили из Кермена навстречу, и когда оба отряда сошлись, военачальники эмира пошли на переговоры с Сыздыком.
Они говорили: «Мы выступили против вас по приказанию эмира. Если вы не добиваетесь сами быть эмиром, а желаете только сделать эмиром Абдулмалика, то мы без боя перейдем на вашу сторону». Садык ответил, что желает сделать эмиром Абдулмалика, а не себя.
Бухарские военачальники перешли на сторону Сыздыка-султана.